# Pinheiro (Guimarães)
Pinheiro é uma localidade portuguesa sede da Freguesia de Pinheiro do Município de Guimarães, freguesia com 1,93 km² de área e 1 135 habitantes (censo de 2021), tendo, por isso, uma densidade populacional de 588,1 hab./km².

## Demografia
A população registada nos censos foi:
| Ano  | 0-14 Anos | 15-24 Anos | 25-64 Anos | > 65 Anos |
| 2001 | 280       | 211        | 701        | 109       |
| 2011 | 199       | 188        | 697        | 150       |
| 2021 | 124       | 135        | 657        | 219       |